# Tapinoma rasenum
Tapinoma rasenum este o specie de furnică din genul Tapinoma. Descrisă de Smith și Lavigne în 1973, specia este endemică pentru Puerto Rico.